# Pordim (obchtina)
Pordim (bulgare : Пордим) est une obchtina de l'oblast de Pleven en Bulgarie.